# Ilie Matei (sportiv)
Ilie Matei (n. 11 iulie 1960, Râșca, Suceava, România) este un luptător român, laureat cu argint la Los Angeles 1984.